# Exochus semiflavus
Exochus semiflavus är en stekelart som beskrevs av Joseph Augustine Cushman 1937. Exochus semiflavus ingår i släktet Exochus och familjen brokparasitsteklar. Inga underarter finns listade i Catalogue of Life.